# Schizoprymnus puellaris
Schizoprymnus puellaris är en stekelart som beskrevs av Papp 1993. Schizoprymnus puellaris ingår i släktet Schizoprymnus och familjen bracksteklar. Inga underarter finns listade i Catalogue of Life.